# Gratia Dei
Gratia Dei (latin för "Guds nåd") är en stiftelse med sin ursprungliga hemvist inom Svenska kyrkan. Stiftelsen grundades 1950 av den högkyrklige församlingsprästen Gunnar Rosendal i Osby församling och äger och förvaltar idag kyrkobyggnaden Himmelska glädjens kapell, med tillhörande studenthem, i Kristianstad. Gustjänstgemenskapen tillhör numera Missionsprovinsen under namnet S:t Johannes församling.